# Michael Kipkorir Kipyego
Michael Kipkorir Kipyego (* 2. Oktober 1983 in Marakwet) ist ein kenianischer Langstrecken- und Hindernisläufer.
2002 wurde er Juniorenweltmeister über 3000 m Hindernis. Im Jahr darauf gewann er bei den Crosslauf-Weltmeisterschaften in Avenches auf der Kurzstrecke als Vierter in der Einzelwertung Gold mit der kenianischen Mannschaft und schied über 3000 m Hindernis bei den Leichtathletik-Weltmeisterschaften in Paris/Saint-Denis im Vorlauf aus. 2007 gewann er als Sechster bei den Crosslauf-WM in Mombasa erneut Mannschaftsgold, und 2008 gewann er über 3000 m Hindernis Silber bei den Leichtathletik-Afrikameisterschaften in Addis Ababa.
2011 wurde er Sechster beim Rotterdam-Marathon, Achter beim Lille-Halbmarathon und Dritter beim Eindhoven-Marathon. 2012 siegte er beim Tokio-Marathon.

## Persönliche Bestzeiten
- 1500 m: 3:39,93 min, 20. Mai 2005, Nijmegen
- 3000 m: 7:50,03 min, 18. April 2009, Dakar
- Halbmarathon: 1:02:08 h, 3. September 2011, Lille
- Marathon: 2:06:48 h,	9. Oktober 2011, Eindhoven
- 3000 m Hindernis: 8:08,48 min, 28. Juli 2009, Monaco